# Peter Springer

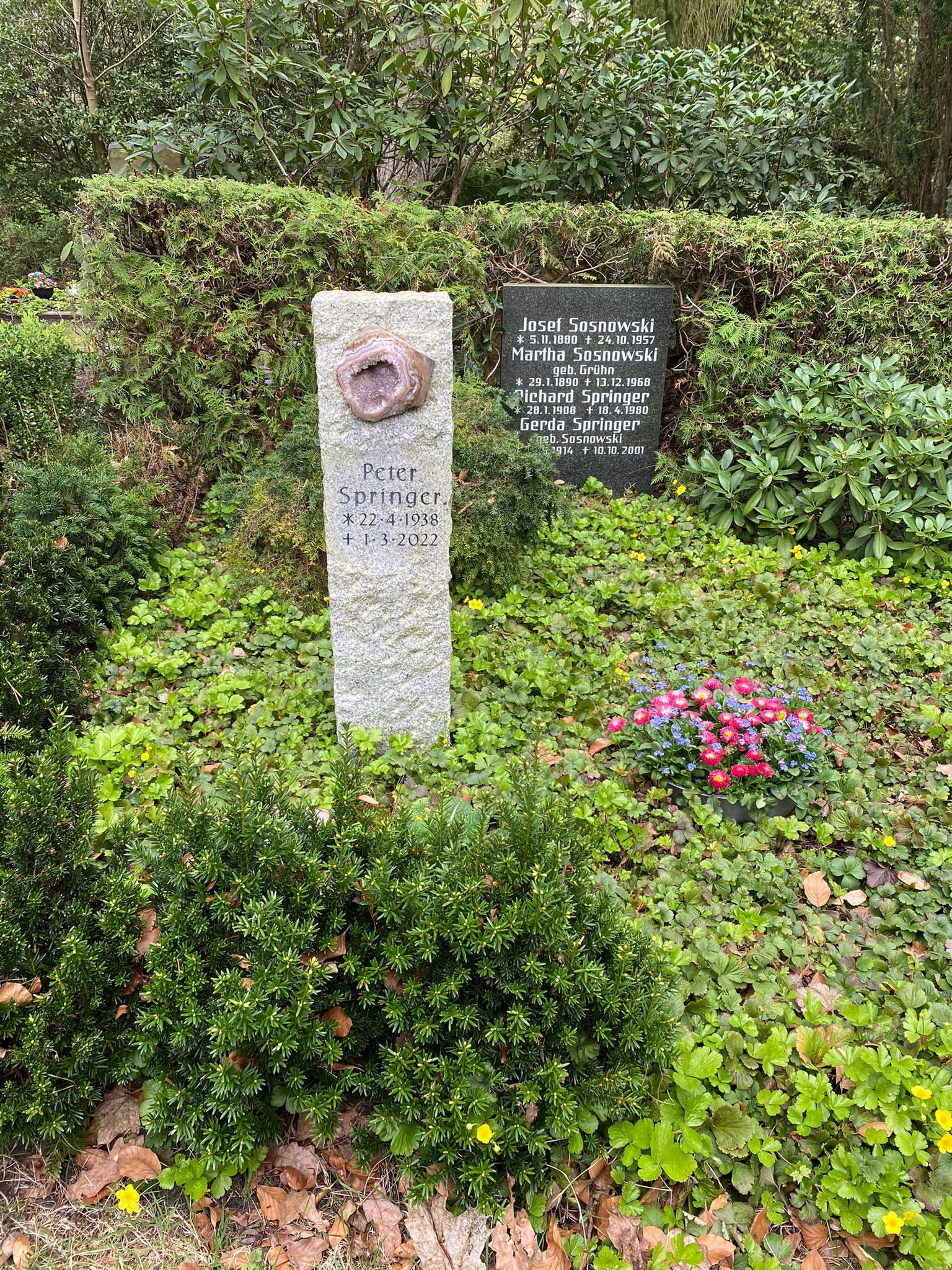
Grabstätte auf dem Südwestkirchhof Stahnsdorf

Peter Springer (* 22. April 1938 in Meißen; † 1. März 2022) war ein deutscher Politiker (SPD).

## Leben
Peter Springer war Diplom-Volkswirt. Von 1986 bis 1991 war er Präsident der Arbeitskammer des Saarlandes.
Er wurde in der Familiengrabstätte auf dem Südwestkirchhof Stahnsdorf beigesetzt.

## Politik
Springer zog über den Wahlkreis Neunkirchen am 14. Juli 1975 in den Landtag des Saarlandes ein. Er war Mitglied des Landtages, bis er am 10. November 1986 sein Mandat niederlegte, nachdem er zum Präsidenten der Arbeitskammer des Saarlandes gewählt worden war. 1991 legte Springer auch dieses Amt auf Druck von Landtagspräsident Albrecht Herold  nieder, nachdem er in eine Dienstreiseaffaire verwickelt war.
Springer war Vorsitzender des Stadtverbandes Homburg der SPD und bis Mai 2008 der Vorsitzende des Kreisverbandskonferenz der Arbeitsgemeinschaft 60plus der SPD im Saarpfalz-Kreis.